# 穆莱杜 (上比利牛斯省)
穆莱杜（法語：Moulédous）是法国上比利牛斯省的一个市镇，属于塔布区（Tarbes）图尔奈县（Tournay）。该市镇总面积6.98平方公里，2009年时的人口为177人。

## 人口
穆莱杜人口变化图示